# Фариндола
Фариндола (итал. Farindola) — коммуна в Италии, расположена в регионе Абруццо, подчиняется административному центру Пескара.
Население составляет 1805 человек, плотность населения составляет 40 чел./км². Занимает площадь 45 км². Почтовый индекс — 65010. Телефонный код — 085.
Покровителем населённого пункта считается святитель Николай, Мирликийский Чудотворец. Праздник ежегодно празднуется 6 декабря.